# 8. Kurentovanje (1968)
Kurentovanje 1968 je bil osmi uradni ptujski karneval, 25. februarja, na pustno nedeljo.
Po tem ko je prejšnje leto Kurentovanje zaradi močnega dežja, na zgražanje številnih razjarjenih obiskovalcev zadnji trenutek v celoti odpadlo, so ga letos spet v celoti izpeljali v organizaciji Folklorne prireditve Ptuj, na katerem se je zbralo preko 20,000 gledalcev, organizatorji pa so našteli okrog 6,000 avtomobilov iz cele Slovenije.
Nagrade za najboljše maske so podelili v treh kategorijah: za šolske, posamezne in motorizirane skupine.

## Spored

### Dopoldanski prikaz etnografskih likov na stadionu
Ob 9. uri na Mestnem stadionu:
- 1. Pozdravni nastop pokačev, koranta, kopjašev in kmečke gostije
- 2. Orači (Lancova vas)
- 3. Pustni plesači (Pobrežje pri Vidmu)
- 4. Orači (Markovci)
- 5. Kopanja (Markovci)
- 6. Orači (Podlehnik)
- 7. Rusa in drugi pustni liki
- 8. Ploharji (Cirkovci)
- 9. Borovo gostivanje (Predanovci, Prekmurje)
- 10. Maškure iz Turčišća (Medžimurje)
- 11. Koranti (Markovci, Borovci, Bukovci, Rogoznica, Spuhlja)
- 12. Pogrebci (Hajdoše)

### Popoldanski sprevod karnevalskih skupin po mestu
Ob 14. uri po mestnih ulicah:
- Ptujska godba
- Šolske skupine
- Posamezne skupine
- Motorizirane skupine

## Nagrade
Člani komisije za prireditve so ocenjevali maske po duhovitosti, izvirnosti, vlogi lika ali skupine, po množičnosti, opremi in disciplini. 

### A. Šolske skupine
|            | Nastopajoči                                  | Nagrada      |
| ---------- | -------------------------------------------- | ------------ |
| 1. nagrada | »Kitajci in mušnice« (OŠ Franca Osojnika)    | 400 dinarjev |
| 2. nagrada | »Račke« (OŠ Toneta Žnidaršiča)               | 300 dinarjev |
| 3. nagrada | »Koloradarji in ostalo« (OŠ Ivana Spolenaka) | 250 dinarjev |
| 4. nagrada | »Razni pustni liki« (OŠ Varaždin)            | 200 dinarjev |

### B. Posamezne skupine
|             | Nastopajoči                         | Nagrada      |
| ----------- | ----------------------------------- | ------------ |
| 1. nagrada  | Butale (milica)                     | 100 dinarjev |
| 2. nagrada  | Interpol (milica)                   | 100 dinarjev |
| 3. nagrada  | Kurja farma (Rateče)                | 150 dinarjev |
| 4. nagrada  | Mesarji                             | 100 dinarjev |
| 5. nagrada  | Kavboji iz Teksasa                  | 150 dinarjev |
| 6. nagrada  | Prleška Mica                        | 100 dinarjev |
| 7. nagrada  | Klovna (dva)                        | 100 dinarjev |
| 8. nagrada  | Slivovka pelinkovec liker (skupina) | 100 dinarjev |
| 9. nagrada  | Ribič                               | 30 dinarjev  |
| 10. nagrada | Fotograf (Tisnikar)                 | 30 dinarjev  |

### C. Motorizirane skupine na vozilih
|            | Nastopajoči                               | Nagrada      |
| ---------- | ----------------------------------------- | ------------ |
| 1. nagrada | Računovodstvo (Agrotransport)             | 800 dinarjev |
| 2. nagrada | Reforma Jugobanke (Merkur)                | 800 dinarjev |
| 3. nagrada | Ptujski akvarij (Panonija)                | 800 dinarjev |
| 4. nagrada | Grafikoni proizvodnja in trgovina (Delta) | 800 dinarjev |
| 5. nagrada | Gostilna pod Velbom (Slovenske gorice)    | 500 dinarjev |
| 6. nagrada | Grajski rizling (Talis)                   | 500 dinarjev |
| 7. nagrada | Kurentski biter in rum (Poetovia)         | 500 dinarjev |
| 8. nagrada | Ansambel (Radio Ptuj)                     | 500 dinarjev |

## Trasa

### Karnevalska povorka
- Čučkova (start) – Osojnikova – Ciril Metodov drevored – Ljutomerska (Potrčeva) – Srbski trg (UE Ptuj) – Bezjakova – Slovenski trg – Murkova – 
Trg mladinskih brigad (Mestni trg) – Lackova – Trstenjakova – Miklošičeva – Krempljeva – Trg svobode (Minoritski trg) – Dravska (zaključek)

## Ostale prireditve
Organizirano izven uradnega enodnevnega Kurentovanja. 

### Mladinska otroška povorka
27. februarja, na pustni torek, se je ob 14.30 uri sprevod Mladinske otroške povorke v organizaciji Društva prijateljev mladine, zbral pred Mladiko in se odpravil na povorko po ulicah starega mestnega jedra. Organizator je že pred tem mladino in ostale maske pozval naj se povorke le udeležijo.